# Eleição presidencial no Brasil em 1902
A eleição presidencial do Brasil de 1902 foi a quarta eleição presidencial e a terceira eleição direta do país. Foi realizada no dia 1º de março de 1902. Houve eleições para os vinte estados da época e o Distrito Federal.

## Contexto Histórico
Quando assumiu o governo federal, Campos Sales herdou uma grave crise econômica que prejudicava o país. A inflação atingia níveis insuportáveis, a moeda brasileira se desvalorizava a cada dia, enquanto o principal produto de exportação do país, o café, atravessava uma fase de superprodução interna e baixos preços no mercado mundial. Uma de suas primeiras medidas foi a renegociação da dívida externa com credores ingleses. Estes concordaram com um novo acordo financeiro, oferecendo um empréstimo de 10 milhões de libras e aceitando a suspensão temporária do pagamento dos juros da dívida existente. No entanto, como garantia, exigiram a renda das alfândegas do Rio de Janeiro e de outros Estados se necessário, bem como as receitas da Estrada de Ferro Central do Brasil e da companhia de abastecimento de água do Rio de Janeiro caso o governo brasileiro não cumprisse o acordo. Exigiram ainda que o governo reduzisse a inflação, valorizando a moeda nacional, medidas que foram implementadas pelo então ministro da Fazenda, Joaquim Murtinho, que reduziu drasticamente as despesas do governo, cancelando a construção de obras públicas e investimentos industriais. 
Foi o primeiro presidente a defender abertamente a privatização. Ao final conseguiu equilibrar as contas públicas, Campos Sales iniciou o governo com um rombo de 44 mil contos, e terminou com sobras de 43 mil contos em dinheiro e 23 mil em reservas de ouro.
Desde a independência fora a primeira vez em que a moeda valorizou-se, entretanto os resultados revelaram-se trágicos. Reduziu-se o preço dos produtos estrangeiros no Brasil e a indústria nacional, já tão fraca,passou a enfrentar maior concorrência por parte dos artigos importados. Resultado: mais fábricas fecharam suas portas enquanto outras reduziram sua produção. Embora a política de Campos Sales e seu ministro Joaquim Murtinho tenha estabilizado as finanças, prejudicou profundamente a indústria e as condições de vida da população. Por isso quando o presidente terminou seu mandato e dirigiu-se do palácio para o trem que o levaria a São Paulo, foi vaiado pela multidão no embarque e durante os primeiros dez quilômetros do percurso.
Campos Sales no final do mandato presidencial procurou um sucessor político para o cargo. O então presidente de São Paulo, Rodrigues Alves, pareceu-lhe a melhor opção. Rodrigues Alves fora conselheiro do Império, porém adequara-se ao regime republicano atuando inclusive como ministro da Fazenda durante o governo Floriano Peixoto entre os anos de 1891 e 1892. Campos Sales escolheu Rodrigues Alves para sucessor devido à possibilidade de continuidade da proposta de austeridade econômica no país.

## Processo eleitoral da República Velha (1889-1930)
De acordo com a Constituição de 1891 que vigorou durante toda a República Velha (1889-1930), o direito ao voto foi determinado a todos os homens com mais de 21 anos que não fossem analfabetos, religiosos e militares. Mesmo tendo o direito de voto estendido a mais pessoas, pouca parcela da população participava das eleições. A Constituição de 1891 também declarou que todas as eleições presidenciais seriam realizadas em 1º de março. A eleição para presidente e vice eram realizadas individualmente, e o mesmo poderia se candidatar para presidente e vice.
Durante a República Velha, o Partido Republicano Paulista (PRP) e o Partido Republicano Mineiro (PRM) fizeram alianças para fazer prevalecer seus interesses e se revezarem na Presidência da República, assim, esses partidos na maioria das vezes estiveram a frente do governo, até que essas alianças se quebrassem em 1930. Essas alianças são chamadas de política do café com leite.
Nessa época, o voto não era secreto, e existia grande influência dos coronéis - pessoas que detinham o Poder Executivo municipal, e principalmente o poder militar da região. Os coronéis praticavam a fraude eleitoral e obrigavam as pessoas a votarem em determinado candidato. Com isso, é impossível determinar exatamente os resultados corretos.

## Candidaturas
Para presidente, foram sufragados cento e vinte e dois (122) nomes, destacando Rodrigues Alves, o candidato da situação, que era ex-membro do Partido Conservador do período monarquíco e que somente se filiou a um partido republicano (o Partido Republicano Paulista) após a proclamação da república e Quintino Bocaiúva, principal candidato da oposição, um republicano histórico que teve participação decisiva nos acontecimentos que levaram à deposição do Imperador D. Pedro II e à Proclamação da República Brasileira (1889) e que concorria pelo Partido Republicano Conservador. Para vice-presidente foram sufragados cento e trinta e nove (139) nomes, destacando Francisco Silviano de Almeida Brandão e Justo Leite Chermont. Os vencedores foram indicados pelos maiores partidos estaduais, o Partido Republicano Paulista e o Partido Republicano Mineiro. Os Partidos Republicanos Fluminense, Pernambucano e Paraense apoiaram Bocaiúva e Chermont; e os dissidentes do Partido Republicano Paulista, o PRP, lançaram o nome de Ubaldino do Amaral Fontoura.

## Resultados
Em 1902, com aproximadamente dezoito milhões e quatroscentas mil (18.400.000) pessoas, sendo um milhão e duzentos e oitenta e seis mil eleitores (1.286.000), apenas seiscentos e sessenta mil (660.000) compareceram à votação, representando 3,59% da população. Os resultados foram divulgados em 26 de junho.
| Eleição para presidente do Brasil em 1902 | Eleição para presidente do Brasil em 1902 | Eleição para presidente do Brasil em 1902 | Eleição para vice-presidente do Brasil em 1902 | Eleição para vice-presidente do Brasil em 1902 | Eleição para vice-presidente do Brasil em 1902 |
| Candidato                                 | Votos                                     | Porcentagem                               | Candidato                                      | Votos                                          | Porcentagem                                    |
| ----------------------------------------- | ----------------------------------------- | ----------------------------------------- | ---------------------------------------------- | ---------------------------------------------- | ---------------------------------------------- |
| Rodrigues Alves                           | 592.038                                   | 93,30%                                    | Francisco Silviano de Almeida Brandão          | 563.734                                        | 87,83%                                         |
| Quintino Bocaiúva                         | 42.542                                    | 6,70%                                     | Justo Leite Chermont                           | 59.887                                         | 9,33%                                          |
| Ubaldino do Amaral Fontoura               | 5.371                                     | 0,83%                                     | Cândido Barata Ribeiro                         | 1.791                                          | 0,28%                                          |
| Júlio de Castilhos                        | 1.343                                     | 0,21%                                     | Júlio de Castilhos                             | 884                                            | 0,14%                                          |
| Outros                                    | 4.433                                     | 0,69%                                     | Outros                                         | 15.549                                         | 2,42%                                          |
| Votos nominais                            | Votos nominais                            | 645.727                                   | Votos nominais                                 | Votos nominais                                 | 641.845                                        |
| Votos brancos/nulos                       | Votos brancos/nulos                       | 14.273                                    | Votos brancos/nulos                            | Votos brancos/nulos                            | 18.155                                         |
| Total                                     | Total                                     | 660.000                                   | Total                                          | Total                                          | 660.000                                        |
| Fonte:                                    |                                           |                                           |                                                |                                                |                                                |

Nota geral: os valores são incertos (ver processo eleitoral).